# Cañón de 36 libras
El cañón de 36 libras fue la pieza de artillería naval más grande que se montó en los barcos de guerra franceses durante el periodo conocido como la Era de la navegación a vela. Este cañón superaba ampliamente a los cañones más pesados usados por las flotas hasta entonces, el cañón de 24 libras. Su peso de fuego era de 36 libras francesas (17,62 kg). Este cañón también era usado en las defensas costeras.

## Uso
Instalados en la cubierta inferior o primera batería de los barcos de guerra más grandes, el cañón de 36 libras fue el calibre más grande utilizado en las Armadas durante la Era de la navegación a vela. Se hicieron pruebas con cañones de 48 libras para montar en el navío francés Royal Louis, pero las pruebas fueron un fracaso para su uso en barcos. Entre otras razones, porque su gran peso solo permitía llevar unos pocos cañones y porque el peso de las balas esféricas hacía imposible cargarlas a mano. De todos modos, algunas baterías costeras, instalaron cañones de 48 e incluso de 60 libras, que cargaban ayudados con pequeñas grúas. 
Por otra parte, la Royal Navy hacía lo propio en sus navíos, montando con éxito sus cañones de 32 libras.

## Historia
Los barcos de guerra franceses comenzaron a montar cañones de 36 libras bajo el reinado de Luis XIV de Francia, durante la reforma de la Armada llevada a cabo por el Cardenal Richelieu, aunque solamente unos pocos barcos de primera clase podían llevarlos. En 1676, en toda la armada francesa, apenas había montadas 64 de estas piezas, todas de bronce. A partir de 1609, en sólo dos años, su número se incrementó de 115 a 442 (407 de bronce el resto de hierro fundido) así como el número de barcos que podían cargarlos. 
Muchos cañones de 12 libras se fundieron para conseguir el bronce necesario para la fabricación de los de 36. El máximo en este periodo fue alcanzado en 1702 con 860 cañones,de los que 441 eran de bronce y 449 de hierro fundido.

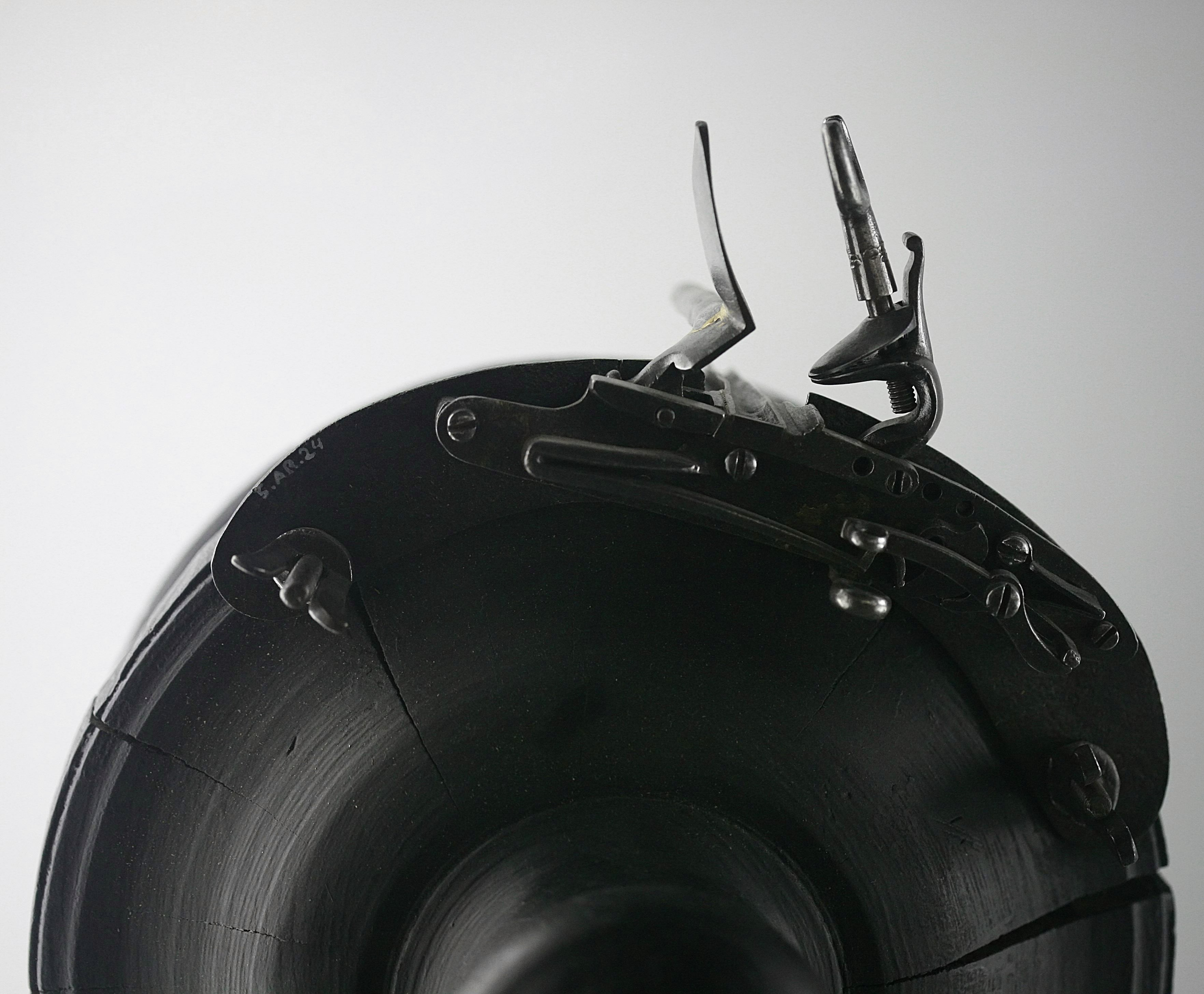
Sistema de llave de chispa en un cañón de a 36 libras.

Durante el reinado de Luis XV de Francia su número se redujo significativamente (164 en 1718, 452 en 1741), pero a mediados del siglo XVIII, un esfuerzo sostenido en producción de armamento aumentó el número de cañones de 36 libras a 986 en 1756, 1046 en 1777 y 2484 en 1786, estos últimos todos en hierro fundido. 
Con estos cañones se armaron la cubierta inferior o primera batería de sus barcos más grandes: Un navío de línea de 74 cañones podía llevar 28 de 36 libras, uno de 80 cañones 30 y los navíos de 110 y 120 cañones portaban 32.
A los cañones que se produjeron a partir de 1820 se les incorporó una llave de cañón como disparador por lo que estos modelos lucían un característico anillo en su culata (parte final del cañón). 
Después de las Guerras Napoleónicas el cañón de 36 libras se mantuvo en uso en los barcos más antiguos a pesar de ser superado ampliamente en prestaciones por su sucesor, el cañón de 30 libras que se montaba en las naves nuevas. 

## Operativa

1.Bola de cañón y taco de estopa
2.Cartucho de pólvora
3.Oído.

Un cañón de 36 libras requería una dotación de catorce hombres: 
- 1 jefe artillero
- 12 artilleros
- 1 chico de la pólvora.

El chico de la pólvora, del inglés powder-boy y también llamado powder-monkey (literalmente mono de la pólvora), era el encargado de traer de la santabárbara las cargas de pólvora que se fueran necesitando. Las cargas eran sacos hechos en tela o pergamino rellenos con doce libras (5,87 kg) de pólvora y por reglamentación y teóricamente, cada pieza debía tener en todo momento 18 de estos cartuchos prestos para su uso.
Para cargar la pieza, el primer artillero de la izquierda introducía una carga de pólvora en el cañón y a continuación el primer artillero de la derecha la empujaba hasta el fondo usando un atacador. Luego, el primer artillero de la izquierda introducía la bola y un taco de tela o estopa que impedía que la bola se saliera a causa del balanceo del barco u otra razón. Otra vez, el primer artillero de la derecha empujaba todo con el atacador.
Una vez cargado, toda la dotación tiraba de los aparejos para arrimar el cañón al portalón. Entonces, el jefe artillero con un punzón y a través del oído del cañón (un fino agujero que llega a la recámara) pinchaba el cartucho de pólvora y rellenaba el hueco con la pólvora que llevaba en un cuerno. A continuación, con la ayuda del tercer y cuarto artillero de cada lado, apuntaba el cañón hacia el objetivo y cuando el jefe artillero lo tenía en posición, el último artillero de la izquierda arrimaba una mecha (botafuego) al oído o tiraba del acollador de la llave de cañón, que detonaba la pólvora del cartucho y provocaba la salida del proyectil.
Una vez disparado, de nuevo toda la dotación tiraba de los aparejos para retirar el cañón y el primer artillero de la derecha introducía una esponja mojada hasta el fondo del cañón para limpiar y, sobre todo, para apagar cualquier posible rescoldo que hubiera podido quedar en el interior, ya que eso podría provocar la explosión del siguiente cartucho de pólvora que se introdujera.

## Efectos
La velocidad de salida del proyectil era de 450 m/s con un alcance máximo de 3700 m y tiro efectivo entre los 650 m y 1000 m, dependiendo de las condiciones.
El armazón de madera de un navío solía tener un grosor de 80 cm (sin contar armazones dobles) y una bola de 36 libras lo lograba atravesar, provocando la consiguiente proyección de astillas y metralla por toda la cubierta. Con una carga plena, la penetración era de 65 cm a 1000 m de distancia, de 90 cm a 600 m, de un metro a 400 m, de 1,2 m a 200 m y de 1,3 m a 100 m. Para limitar la fuerza de penetración y producir un máximo de astillas y fragmentos se «quebraban» las bolas o se reducía la cantidad de pólvora. También se cargaban con metralla, para barrer las cubiertas, o con palancas y cadenas que destrozaban los aparejos.